# Pierre Méchain
Pierre François André Méchain (ur. 16 sierpnia 1744 w Laonie, zm. 20 września 1804 w Castellón de la Plana) – francuski astronom i geodeta. Odkrył szereg obiektów astronomicznych z katalogu Messiera i komet. Wspólnie z Jeanem-Baptiste'em Josephem Delambre'em dokonał pomiaru łuku południka paryskiego od Dunkierki do Barcelony (dla wyznaczenia wzorca 1 metra) oraz wspólnie z matematykiem Adrien-Marie Legendrem i astronomami z rodziny Cassinich skorygował różnice pomiaru dotyczące południka Greenwich zachodzące między obserwatorium paryskim a londyńskim.

## Dokonania
- 17 stycznia 1786 roku odkrył kometę 2P/Encke.
- W marcu 1781 roku odkrył galaktykę spiralną M100 w konstelacji Warkocz Bereniki[1].

Jego nazwiskiem nazwano planetoidę (21785) Méchain.